# Bôkô gishiki
Bôkô gishiki è un film del 1980 diretto da Kichitaro Negishi.
Conosciuto anche come: Rape Ceremony

## Trama
Un gruppo di giovani compie attacchi violenti su vittime accuratamente selezionate.